# Saint-Lô
Saint-Lô (antigament Sant Lau) és un municipi francès situat al departament de la Manche i a la regió de Normandia al marge del riu Vire. L'any 1999 tenia 20.090 habitants.

Plànol del vilatge

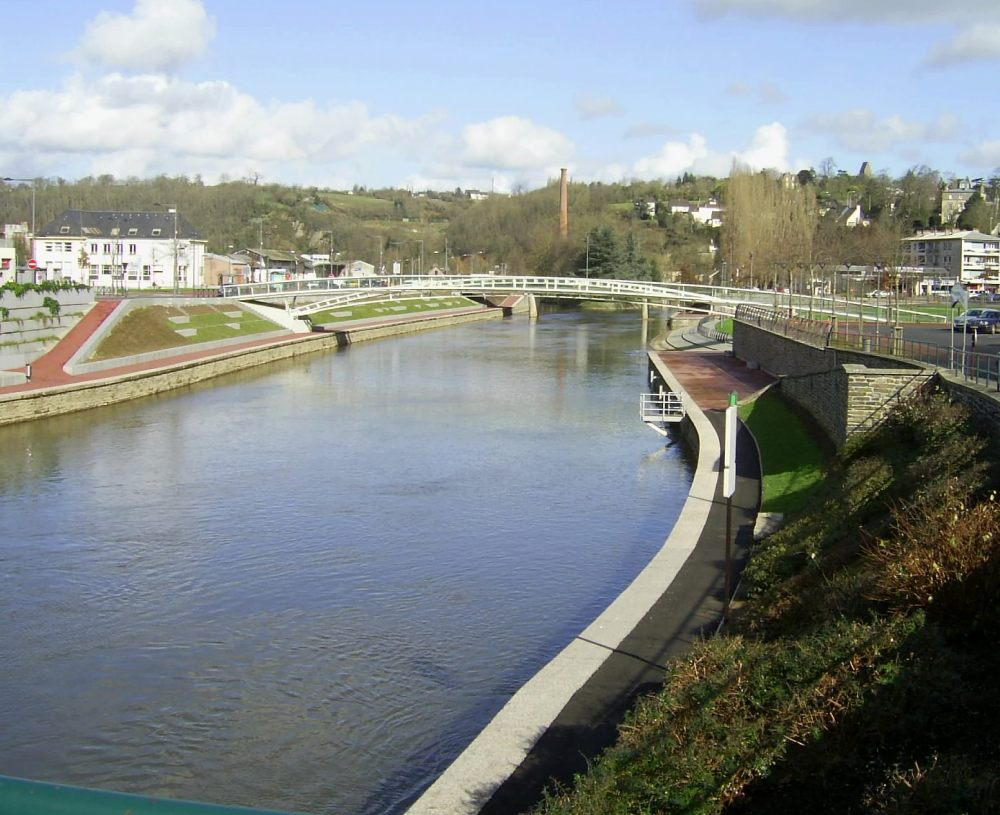
La Vira vista des del pont Roanoke

## Clima
Saint-Lô té un clima atlàntic temperat que es caracteritza per hiverns suaus i estius temperats. Les precipitacions hi són importants al llarg de l'any, però sobretot a la tardor i a l'hivern.